# Zakho FC
Zakho Football Club (kurdyjski:یانا زاخو یا وه‌رزشی) – iracki klub piłkarski z siedzibą w mieście Zakho. Klub występuje w Irackiej Premier League.
Największym przeciwnikiem Zakho FC jest Duhok SC, lokalny rywal. Mecze między tymi drużynami nazywane są Duhok Derby.

## Historia
W piłkę nożną w Zakho grano już w 1920 roku. W 1948 ze wszystkich lokalnych klubów szkolnych i pracowniczych powstał jeden, który został zgłoszony do rozgrywek piłkarskich. Drużyna składa się głównie z pracowników i młodych mężczyzn.

### Początki
W 1986 roku kierownictwo ośrodka sportu i młodzieży w Zakho, który składał się z prezydenta i sześciu członków wpadło na pomysł utworzenia profesjonalnego klubu sportowego. Według Narodowego Komitetu Olimpijskiego Iraku jednym z warunków powstania klubu było to, że miał brać udział w zawodach sportowych, przez co najmniej rok przed zarejestrowaniem drużyny. Komisja sportowa powołała zespoły dla różnych grup wiekowych i zaczęła uprawiać różne dyscypliny w większości grup wiekowych.

### Regionalne mistrzostwa
W 1986 Zakho FC wystawiło swoją reprezentację do turnieju Zakho Youth Center. Ich przeciwnikami byli: Duhok Police, Duhok Youth Center, Duhok students, Duhok SC. Piłkarska sekcja Zakho FC wygrała turniej, pokonując w finale po rzutach karnych Duhok SC. Klub odniósł sukcesy również w innych dyscyplinach takich jak: koszykówka, zapasy, podnoszenie ciężarów i kulturystyka. W związku z rozegraniem turnieju w czerwcu 1987 oficjalnie powstał klub sportowy Zakho.

### Pierwszy sezon
Od momentu powstania klubu w 1987 roku klub nie brał udziału w żadnym konkursie zalecanymi przez irackiego FA do 1990 roku z różnych powodów. W sezonie 1990/91 po raz pierwszy drużyna wystawiła do ligi seniorów. Debiutancki sezon zagrali w trzeciej lidze, grupie północnej. Liga składała się z pięciu drużyn. Obok Zakho FC do rozgrywek przystąpili At-Ta'mim club, Serwan club, Alkarma oraz Qurqosh. Ligowe rozgrywki zaplanowane zostały systemem 'dom i wyjazd'. Zwycięzca grupy jechał na finał do Bagdadu ze zwycięzcą innej grupy. Zwycięzca finału awansował do 2 ligi. Właśnie pierwsze miejsce zajął klub z Zakho, ale w związku z powstaniem Iraku w 1991 roku sezon nie został dokończony całkowicie, a nierozegrane mecze zostały zawieszone.

### Sezon 1991/92
Ponownie Zakho FC zgłosiło swoją chęć do uczestnictwa w seniorskiej piłce. Ponownie klub zajął pierwsze miejsce wyprzedzając między innymi lokalnych rywali Duhok SC i pojechał na turniej finałowy. W finale drużyna musiała stawić czoła Samawa FC, The Neighborhood i Al-Hilla. Zakho FC zajęło w owej grupie 1. miejsce z dorobkiem siedmiu punktów. Tym sposobem sezon 1992/93 klub grał w drugiej lidze.

## Skład
| Nr | Poz. | Piłkarz              |
| -- | ---- | -------------------- |
| 1  | BR   | Monim Flayih         |
| 2  | PO   | Mesroor Radhwan      |
| 5  | OB   | Safa Jabbar          |
| 6  | OB   | Deyar Yakhy          |
| 7  | PO   | Raiber Muhammed      |
| 8  | PO   | Honer Ahmed          |
| 14 | NA   | Mihai Leca           |
| 15 | PO   | Abbas Rehema         |
| 18 | NA   | Salih Jaber          |
| 19 | NA   | Ali Saad             |
| 20 | OB   | Jassim Mohammed Haji |
| 21 | PO   | Broosh Jadir         |
| 22 | BR   | Dalovan Mohammad     |
| 25 | PO   | Sattar Yaseen        |
|    | BR   | Osama Abdul Kareem   |
|    | OB   | Ammar Farhad         |

| Nr | Poz. | Piłkarz                    |
| -- | ---- | -------------------------- |
|    | OB   | Fares Hasan                |
|    | PO   | Ahmad Abbas Hattab         |
|    | PO   | Akram Jassim               |
|    | PO   | Ali Hasan Kamal            |
|    | PO   | Hussein Abdul-Wahid Khalaf |
|    | PO   | Jabir Shakir               |
|    | PO   | Mohammed Saad              |
|    | PO   | Nijarvan Shukri            |
|    | PO   | Sahal Naim                 |
|    | NA   | Ricardo Allison            |
|    | NA   | Abdelsalam Elfaitory       |
|    | NA   | Salem Fathi Al Mesaltei    |
|    | NA   | Samih Rustum               |
|    | PO   | Néstor Renderos            |
|    | OB   | Saad Attiya                |
|    | PO   | Isaac Chansa               |

## Osiągnięcia
- 3 liga Iracka
  - zwycięstwo (1991/92)